# Dyseriocrania subpurpurella
Dyseriocrania subpurpurella ist ein europäischer Kleinschmetterling aus der Familie der Trugmotten (Eriocraniidae).

## Merkmale
Die Schmetterlinge besitzen eine Flügelspannweite von 9–14 mm.
Ihre metallisch goldfarbenen Flügel sind mit violetten oder blauen feinen Flecken und Strichen übersät.

## Verbreitung
Die Trugmottenart kommt in der westlichen Paläarktis vor. Sie ist in Europa weit verbreitet. Die Art ist auch auf den Britischen Inseln vertreten.

## Lebensweise
Die Falter fliegen schon früh im Jahr. Ihre Flugzeit dauert von April bis Mai. Die Falter sind gewöhnlich tagaktiv, werden jedoch auch an Lichtfallen nachts angetroffen. Die Raupen von Dyseriocrania subpurpurella minieren in der Zeit von Mai bis Juli in Laubblättern von Eichen (Quercus) und Edelkastanie, wobei sie am Blattrand an der Blattoberfläche charakteristische Flecken bildet. Die Larven verlassen bis zum Frühsommer die Mine und verpuppen sich in einem seidigen Kokon im Erdreich, wo sie auch überwintern.

## Galerie

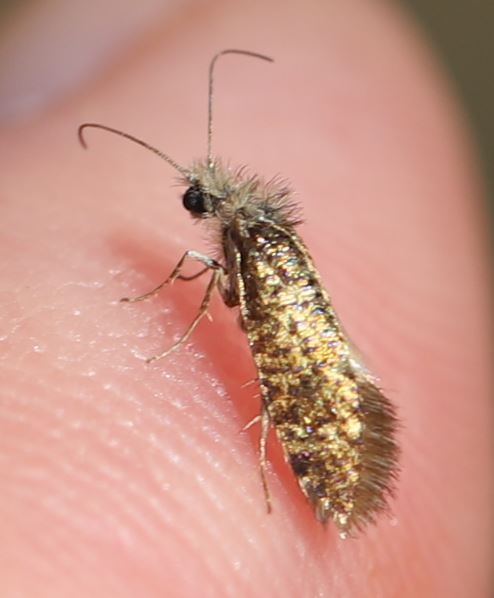
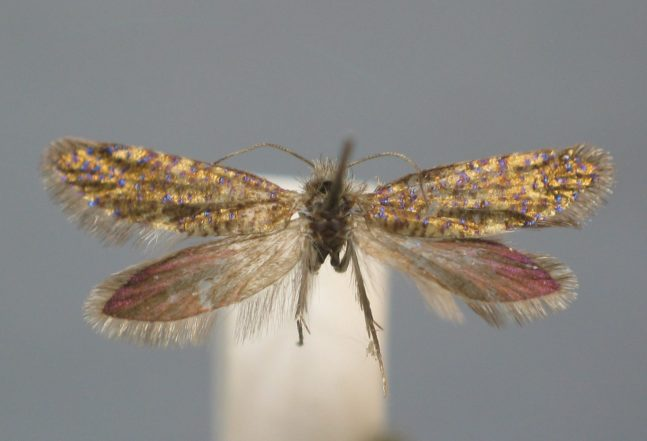
Präparat mit gespannten Flügeln
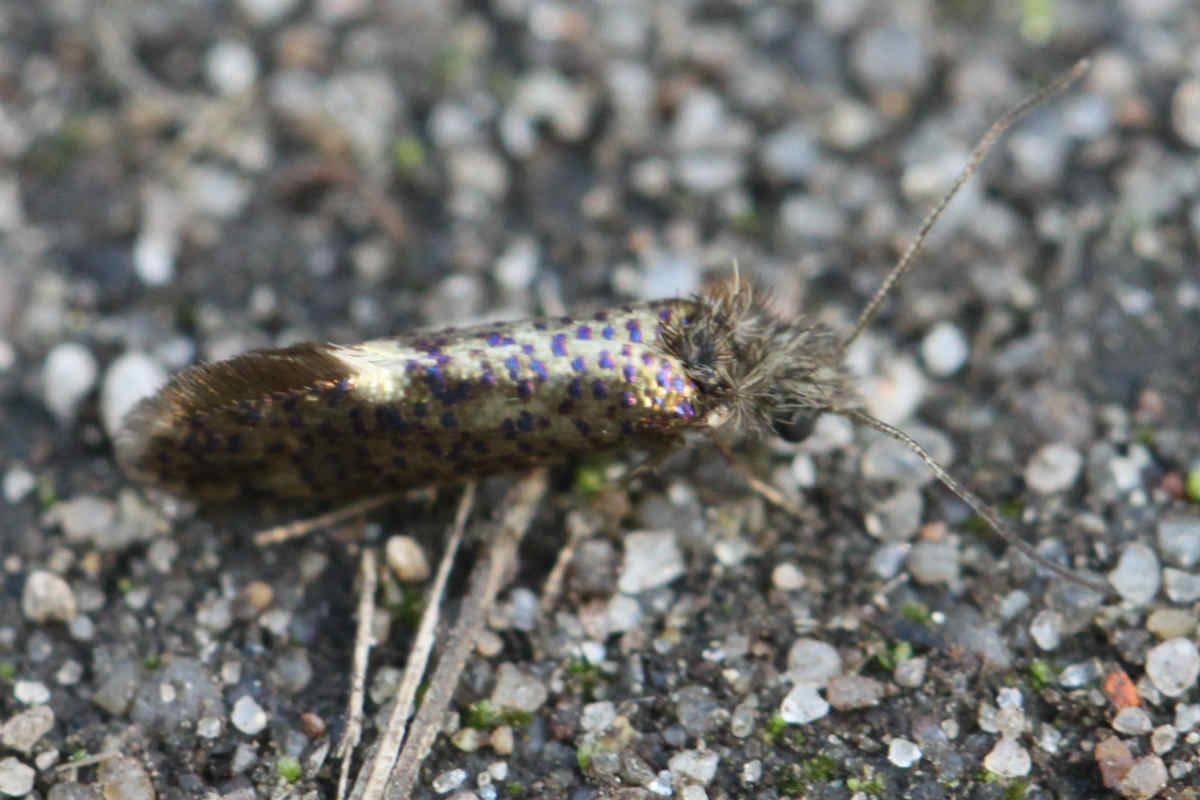
Dyseriocrania subpurpurella
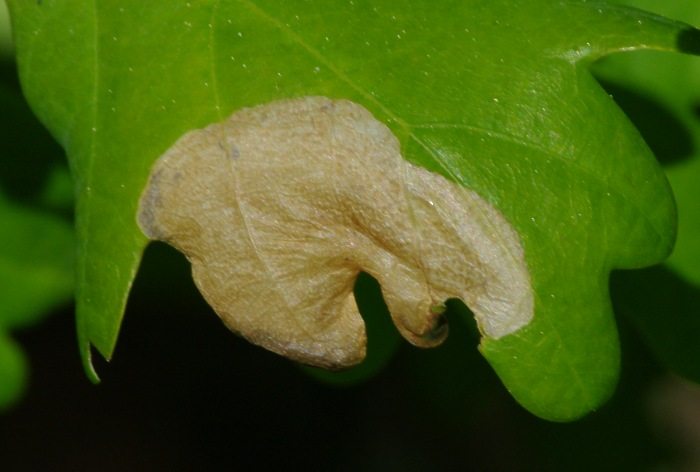
Mine von Dyseriocrania subpurpurella
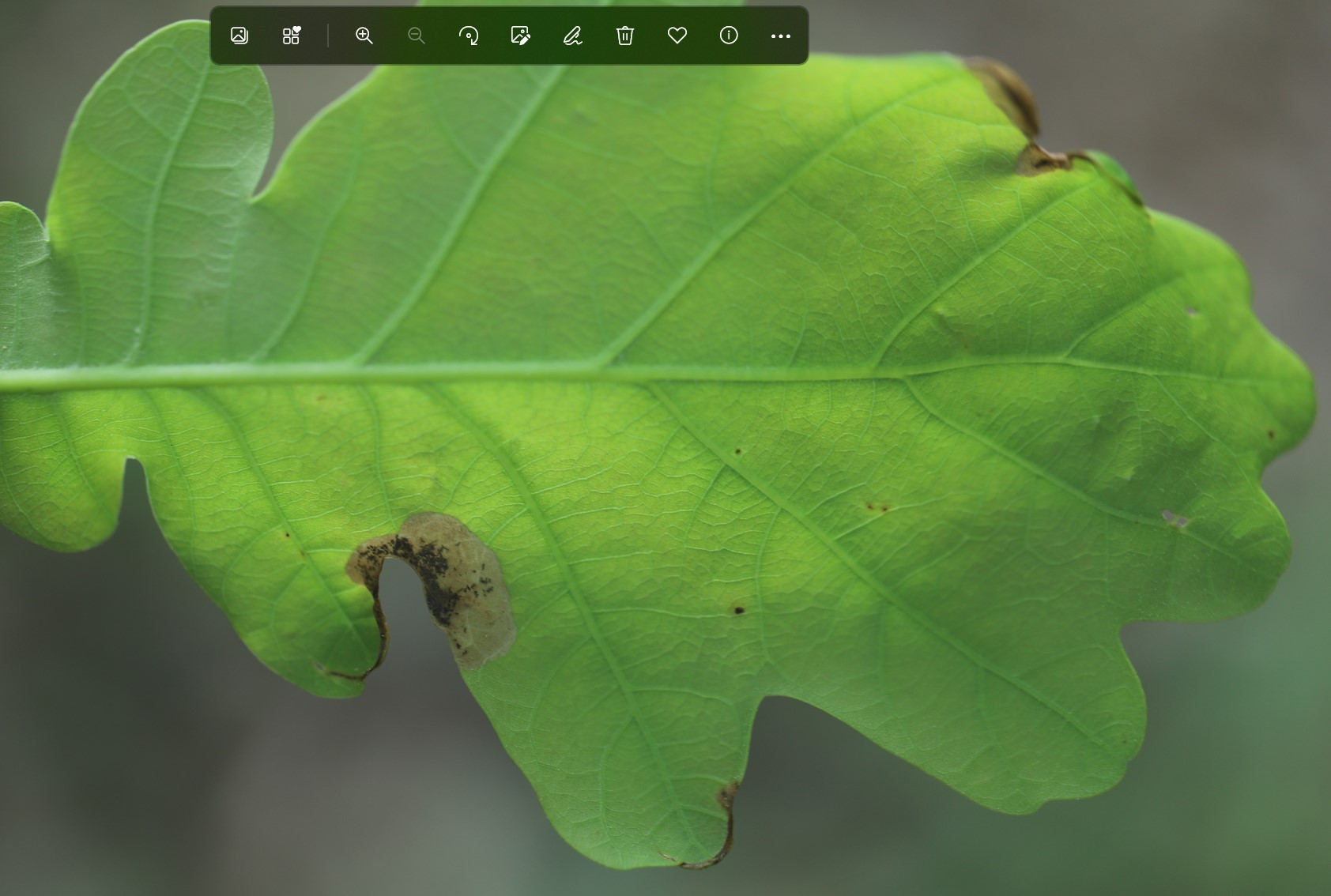
Mine an Eichenblatt Anfang Mai
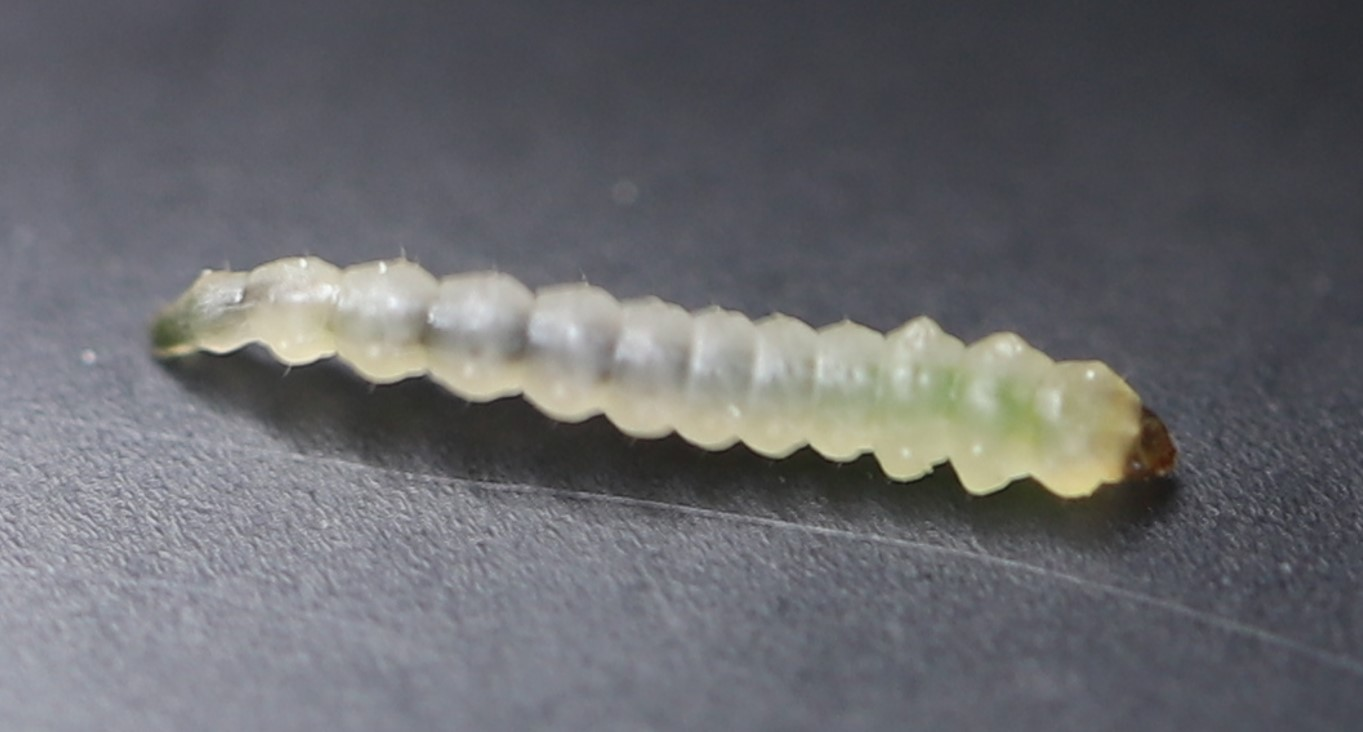
Larve aus einer Blattmine
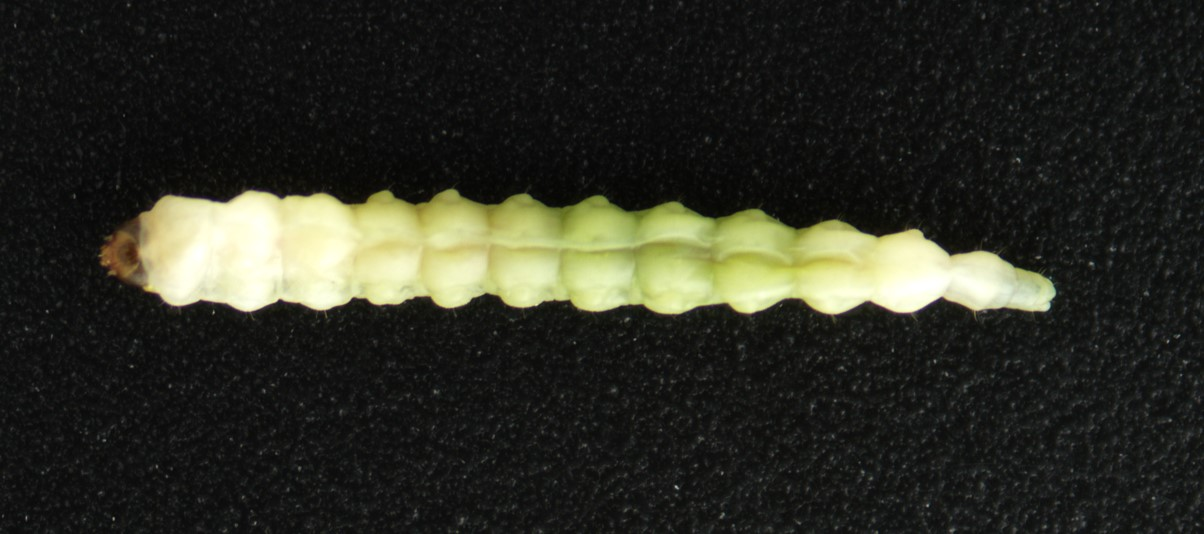
Larve, Ventralansicht